# Richard M. Jones

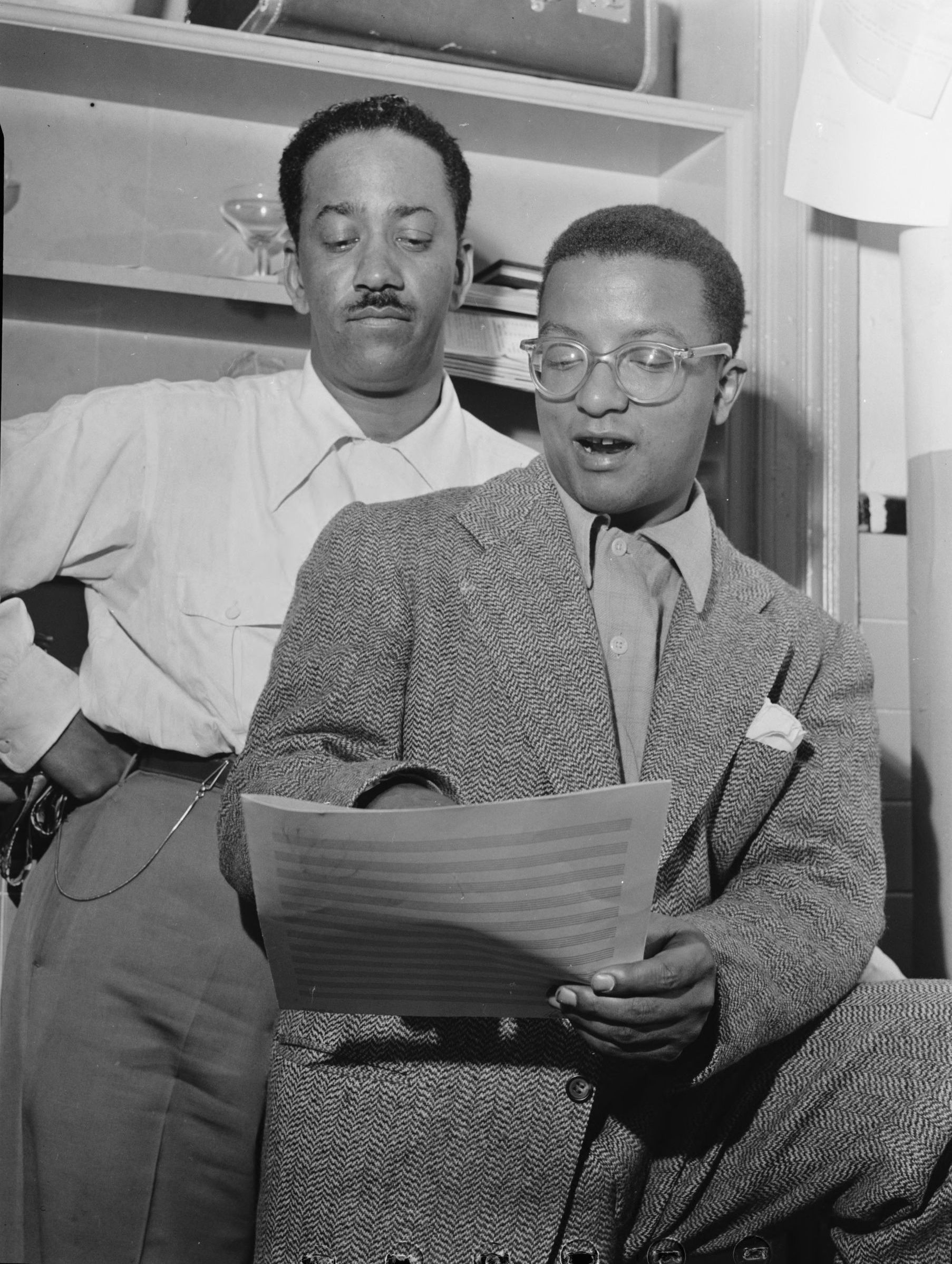
Richard M. Jones mit dem Komponisten Billy Strayhorn (rechts). Fotografie von William P. Gottlieb (um 1947)

Richard Marigny Jones (* 13. Juni 1889 oder 1892 in Donaldville (Louisiana); † 8. Dezember 1945 in Chicago) war ein US-amerikanischer Blues und Jazzpianist, Arrangeur, Komponist, Bandleader und Musikproduzent.

## Leben und Wirken
Richard M. Jones wuchs in New Orleans auf und lernte in seinem Elternhaus verschiedene Instrumente kennen; auf Grund einer Kniebehinderung erhielt er von Kollegen den Spitznamen „Richard My Knee Jones“. In seiner Jugend spielte er Althorn in Brassbands wie der Eureka Brass Band, bis sein Hauptinstrument das Piano wurde. Um 1908 spielte er in den Clubs und Cabarets des Storyville-Bezirks, wie auch Lulu Whites Josie Arlington's. Später leitete er 1912/13 ein kleines Ensemble, dem auch King Oliver angehörte. Jones spielte auch in den Bands von John Robichaux, Armand J. Piron und 1918 bei Papa Celestins Tuxedo Brass Band. 1915 begann er erste Songs zu komponieren, darunter „Lonesome Nobody Cares“, der dann von Sophie Tucker interpretiert wurde.
1918 zog Jones nach Chicago, um für den Musikverleger Clarence Williams zu arbeiten. Ab 1923 entstanden erste Aufnahmen von ihm als Solisten (1923), im Trio mit Albert Nicholas und Johnny St. Cyr, sowie als Begleiter von Blues-Vokalisten wie Bertha „Chippie“ Hill (1925–27), außerdem mit seinen Bands The Jazz Wizards (denen auch Albert Nicholas, Shirley Clay, Stump Evans, Preston Jackson, Roy Palmer oder Omer Simeon angehörten) und The Chicago Cosmopolitans. Er nahm in den 1920er Jahren für Gennett (unter dem Pseudonym Wally Coulter, 1927), OKeh, Victor und Paramount Records auf, für letzteres mit einem Trio aus Kornett, Klarinette und Piano; außerdem arbeitete er für OKeh Records als A&R des Race-Programms, der afroamerikanischen Schallplatten dieser Dekade. Von 1930 bis 1934 leitete er erneut eine Band in New Orleans; ab 1934 arbeitete er als A&R für Decca, wo er u. a. bei Aufnahmen von Lee Collins, Herschel Evans und Louis Metcalf mitwirkte. Daneben war er als Songwriter aktiv. Bis zu seinem Tod im Jahr 1945 war er für Mercury Records als Arrangeur und Talentscout tätig. In den 40ern wirkte er noch bei Aufnahmen von Jimmie Noone (1940), Johnny Dodds  und Punch Miller (1945) mit. 1944 leitete er wieder eine eigene Formation, zu der u. a. Preston Jackson, Baby Dodds und Darnell Howard gehörten („Canal Street Blues“) und mit der im März '44 Aufnahmen für Session Records entstanden.
Als Komponist war er für zahlreiche Songs verantwortlich, darunter „Caldonia“, „Jazzin’ Baby Blues“ (auch Tin Roof Blues genannt), „29th and Dearborn“, „Red Wagon“, „Riverside Blues“ und „Trouble in Mind“, den er 1926 mit „Chippie“ Hill (Gesang) und Louis Armstrong (Kornett) einspielte.
Jones wirkte in seiner Karriere außerdem bei Aufnahmen von Willy Hightowers Night Hawks (1923), Blanche Calloway (1925), Louis Armstrongs Hot Five (1925/26), King Oliver (1926), Lillie Delk Christian (1927) und Louis Powell (1938) mit.

## Diskographische Hinweise
- Richard M. Jones 1923-1927 (Classics) mit Preston Jackson, Albert Nicholas, Johnny St. Cyr
- Richard M. Jones 1927-1944 (Classics) mit Albert Wynn, Omer Simeon, Herschel Evans, Wallace Bishop, Baby Dodds
- Complete Recorded Works in Chronological Order, Vol. 1 (1923-1927) & Vol. 2 (1927-1936)(Document)
- Jazz Piano with Blues Singers (Document Records) mit Callie Vassar, Thelma la Vizzo, Baby Mack, Wilmer Davis, Lillie Delk Christian, Louis Powell

## Lexikalische Einträge
- Carlo Bohländer, Karl Heinz Holler, Christian Pfarr: Reclams Jazzführer. 5., durchgesehene und ergänzte Auflage. Reclam, Stuttgart 2000, ISBN 3-15-010464-5.
- Dto. Auflage in 2 Bänden (Personen- und Sachteil) 1977 (Reclam)/1980 (Ed. Peters, Leipzig)
- Ian Carr, Digby Fairweather, Brian Priestley: Rough Guide Jazz. Der ultimative Führer zur Jazzmusik. 1700 Künstler und Bands von den Anfängen bis heute. Metzler, Stuttgart/Weimar 1999, ISBN 3-476-01584-X.
- Richard Cook, Brian Morton: The Penguin Guide to Jazz on CD. 6. Auflage. Penguin, London 2002, ISBN 0-14-051521-6.
- Leonard Feather, Ira Gitler: The Biographical Encyclopedia of Jazz. Oxford University Press, New York 1999, ISBN 0-19-532000-X.
- John Jörgensen, Erik Wiedemann Jazzlexikon, Mosaik, 1967.